# مؤتمر بريتون وودز

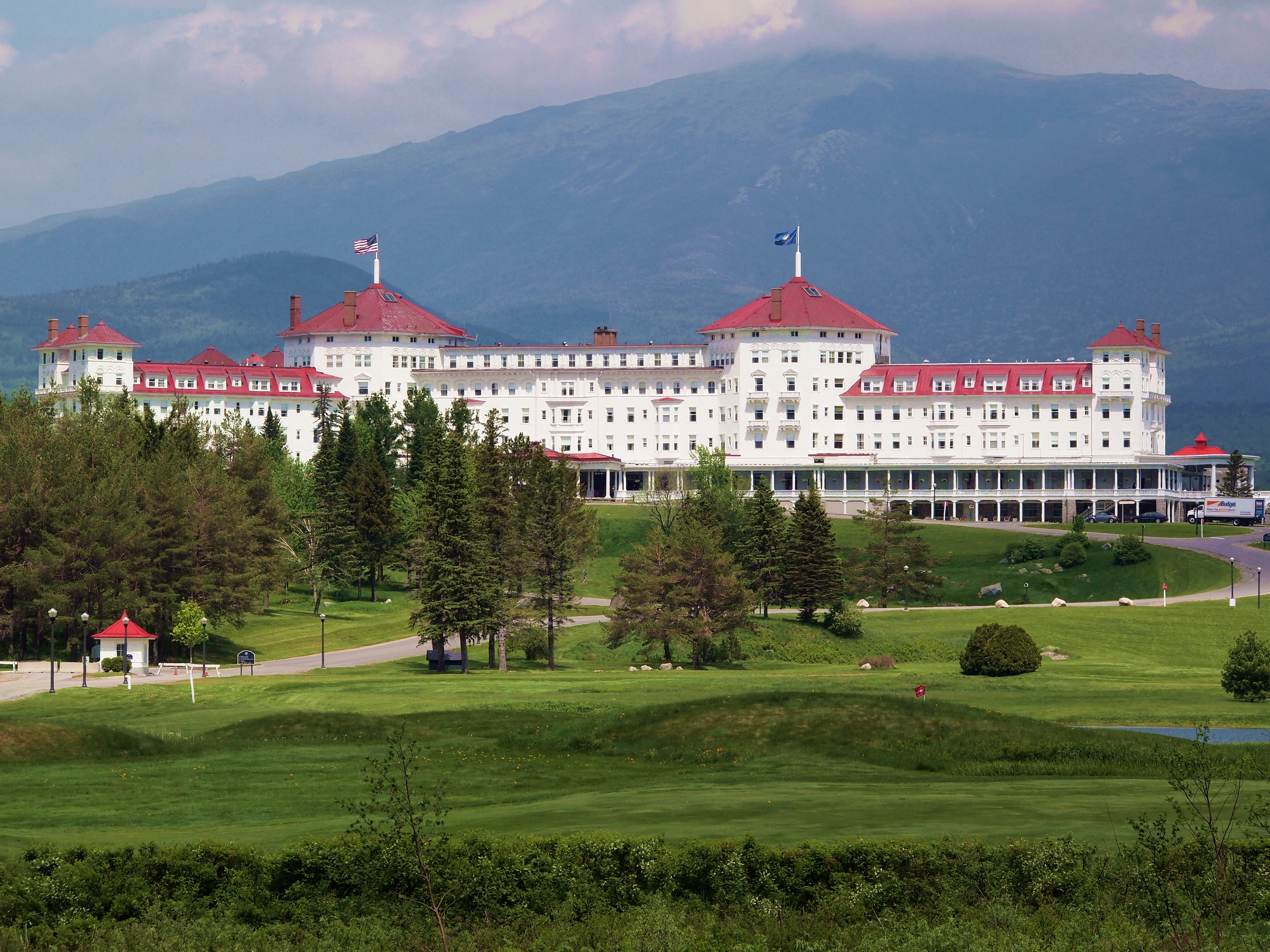
فندق ماونت واشنطن

عُقدت اتفاقية بريتون وودز بتاريخ 22/يوليو ( 07 ) /1944م، حيث ثبتت عملات أجنبية مقابل الدولار، وحُدد الدولار بسعر 35 دولاراً مقابل أوقية من الذهب. وفي عام 1967م رفض مصرف في شيكاغو منح قرضاً بالجنية الإسترليني لأستاذ جامعي اسمه ميلتون فريدمان لأنه كان ينوي استعمال الأموال لإنقاص العملة البريطانية. حيث كان رفض المصرف منح القرض؛ بسبب اتفاقية بريتون وودز.
هدفت هذه الاتفاقية لتأسيس استقرار مالي دولي بمنع تبادل العملات بين البلدان والحد من المضاربة في العملات الدولية. قبل بريتون وودز قاعدة تبادل الذهب— بين 1876م والحرب العالمية الأولى— كانت تتحكم في النظام الاقتصادي الدولي. تحت تبادل الذهب، تمتعت العملات بعصر جديد من الاستقرار بسبب دعم سعر الذهب لها.
لكن، قاعدة تبادل الذهب كان بها نقطة ضعف؛ تتمثل في أنماط من الازدهار، أو التعسر. ومع تقوية الاقتصاد، قد يُستورد الكثير من الذهب قبل أن يقل المخزون المطلوب لدعم العملة؛ نتيجة لذلك، يقل تدفق المال، وتتصاعد أسعار الفائدة، ويتباطأ النشاط الاقتصادي لنقطة الركود، وفي النهاية، تتأثر أسعار السلع و وتبدو جذابة لغيرها من البلدان، التي قد تسرع في شراء محموم يعزز الاقتصاد بالذهب حتى يزيد من النقد المتداول، ويدفع لخفض سعر الفائدة ويستعيد الثراء للاقتصاد.
مثل هذه الأنماط من الازدهار - التعسر السائدة طوال فترة قاعدة الذهب حتى الحرب العالمية الأولى أوقفت مؤقتاً التدفق التجاري وحرية حركة الذهب.
ولقد تأسست اتفاقية برتون وودز بعد الحرب العالمية الثانية؛ وذلك من أجل استقرار سوق الفوركس وتنظيمه. وقد وافقت البلدان المشاركة على المشاركة في المحافظة على قيمة عملتها في نطاق هامش ضيق مقابل الدولار، وسعر مماثل من الذهب عند الحاجة؛ وعليه ربح الدولار مركزاً بعلاوة كعملة مرجعية، وهذا الربح يعكس التغير في الاقتصاد العالمي من هيمنة أوروبا إلي الولايات المتحدة الأمريكية.
ولقد منعت الدول من تخفيض قيمة عملاتها لتستفيد تجارتها الخارجية ولم يسمح لها إلا بتخفيض عملاتها بنسبة أقل من 10%. وكان الحجم الكبير من المتاجرة في الفوركس دولياً قد أدى إلى تحركات ضخمة لرأس المال، التي نتجت عن العمران بعد الحرب خلال الخمسينات، وأدت هذه التحركات إلي عدم استقرار سعر الفوركس الذي وطده ببرتون وودز.

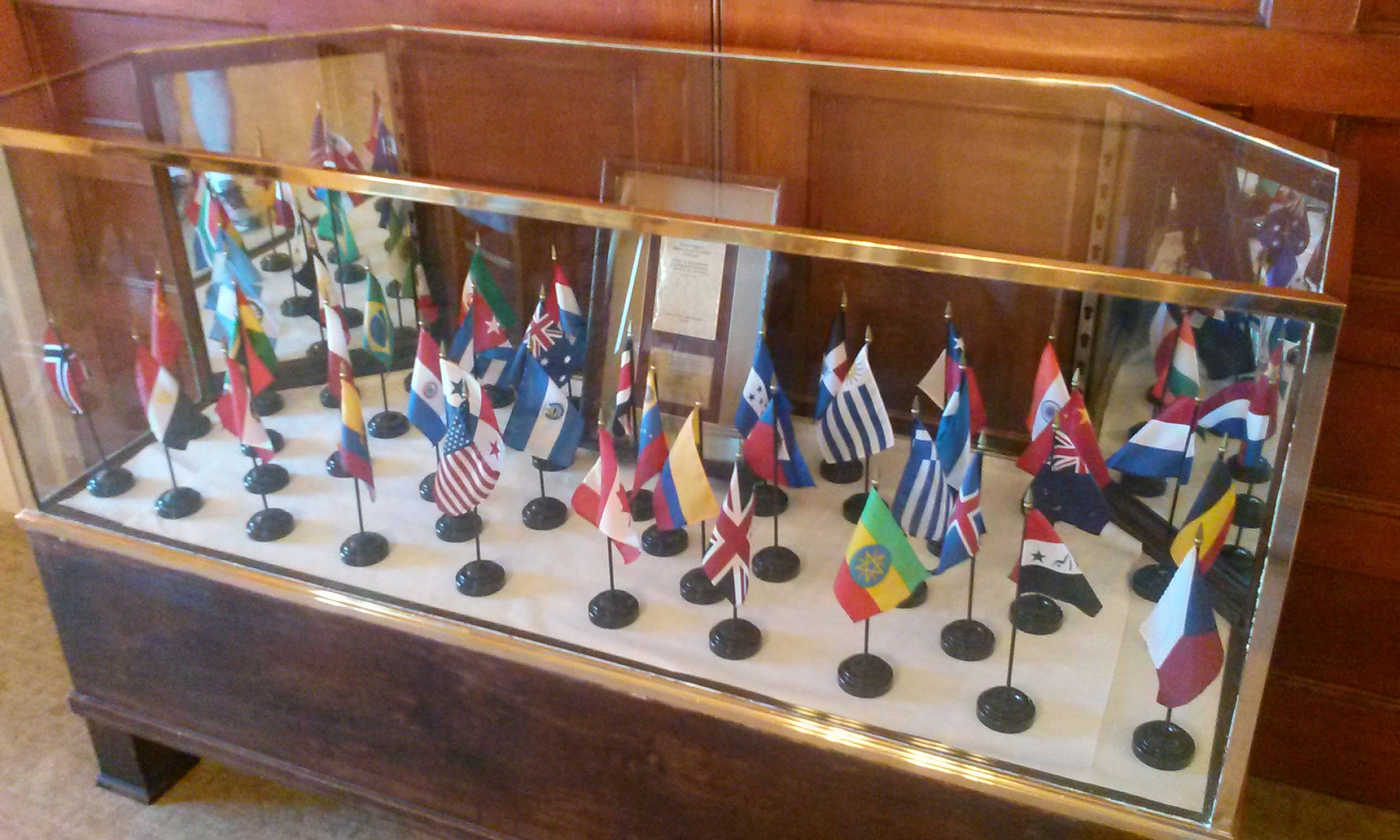
أعلام الدول المشاركة في مؤتمر بريتون وودز داخل القاعة الذهبية في فندق ماونت واشنطن

1971م رحبت بالتخلي عن برتون وودز بحيث لا يعد من الممكن تبادل الدولار بالذهب. وبحلول عام 1973م سيطرت قوة العرض والطلب على عملات الدول الصناعية الكبرى التي يتم تداولها الآن بحرية أكبر بين الدول، ويتم تداول الأسعار يومياً, بأحجام، بسرعة وتأثر سعري بازديادها جميعاً طوال السبعينات، وأدوات مالية جديدة، مع ظهور سوق غير منظم وتحرير تجاري واقتصادي.

## الدول المشاركة في مؤتمر بريتون وودز
| الدولة                     | أعضاء الوفد                                                                      |
| -------------------------- | -------------------------------------------------------------------------------- |
| أستراليا                   | ليزلي ميلفيل، فريدريك ويلر، آرثر تانج                                            |
| بلجيكا                     | كميل جوت، جورج ثيونيس، رينيه بويل                                                |
| بوليفيا                    | رينيه باليفيان كالديرون                                                          |
| البرازيل                   | أرتور دي سوزا كوستا، فرانسيسكو ألفيس دوس سانتوس فيليو، روبرتو دي أوليفيرا كامبوس |
| الراج البريطاني            | جيريمي رايزمان، CD Deshmukh ، RK Shanmukham Chetty                               |
| كندا                       | جيمس لوريمر إيلسلي ، لويس سان لوران ، دوغلاس ابوت و ليونيل تشيفرير               |
| تشيلي                      | لويس ألاموس باروس                                                                |
| الصين                      | HH Kung ، Tsiang Tingfu ، Kuo Ping-Wen ،                                         |
| كولومبيا                   | كارلوس ليراس ريستريبو ، ميغيل لوبيز بوماريجو                                     |
| كوستا ريكا                 | فرانسيسكو دي بولا جوتيريز روس                                                    |
| كوبا                       | إدواردو آي مونتوليو                                                              |
| تشيكوسلوفاكيا              | لاديسلاف فييرابند ( CS )                                                         |
| جمهورية الدومنيكان         | أنسيلمو كوبيلو                                                                   |
| الاكوادور                  | إستيبان ف. كاربو                                                                 |
| مصر                        | ساني لاكني بك                                                                    |
| السلفادور                  | أوجستين ألفارو موران                                                             |
| أثيوبيا                    | افريم تويلدي مدهن                                                                |
| فرنسا                      | بيير منديس فرنسا                                                                 |
| اليونان                    | كيرياكوس فارفاريسوس                                                              |
| غواتيمالا                  | مانويل نورييجا موراليس                                                           |
| هايتي                      | أندريه لياوتود                                                                   |
| هندوراس                    | جوليان ر كاسيريس                                                                 |
| أيسلندا                    | Magns Sigurðsson                                                                 |
| إيران                      | ابو الحسن ابتهاج                                                                 |
| العراق                     | ابراهيم كمال                                                                     |
| ليبيريا                    | ويليام إي دينيس ، الأب.                                                          |
| لوكسمبورغ                  | هوغو لو جاليه                                                                    |
| المكسيك                    | إدواردو سواريز ، فيكتور أوركيدي                                                  |
| هولندا                     | جوهان ويليم باين                                                                 |
| نيوزيلاندا                 | والتر ناش ، إدوارد كولدهام فوسيل                                                 |
| نيكاراغوا                  | غييرمو اشبيلية ساكاسا                                                            |
| النرويج                    | فيلهلم كيلهاو                                                                    |
| بنما                       | Augusto Guillermo Arango                                                         |
| باراغواي                   | سيلسو آر فيلاسكيز                                                                |
| بيرو                       | بيدرو بلتران إسبانتوسو                                                           |
| الفلبين                    | أندريس سوريانو                                                                   |
| بولندا                     | لودفيك جروسفيلد                                                                  |
| جنوب أفريقيا               | إس فرانك ن. جي                                                                   |
| الاتحاد السوفياتي          | ميخائيل ستيبانوفيتش ستيبانوف                                                     |
| المملكة المتحدة            | جون ماينارد كينز                                                                 |
| الولايات المتحدة الأمريكية | هنري مورجنثاو الابن ، فريد فينسون ، دين أتشيسون ، هاري دكستر وايت                |
| أوروغواي                   | ماريو لا جاما أسيفيدو                                                            |
| فنزويلا                    | رودولفو روخاس                                                                    |
| يوغوسلافيا                 | فلاديمير ريبار                                                                   |

## أنظر هنا
- بريتون وودز
- غطاء ذهبي
- سعر الصرف الثابت
- سعر الصرف
- ضوابط الصرف الأجنبي